# فلاديمير غولوبوفيتش
فلاديمير غولوبوفيتش (بالصربية: Владимир Голубовић)‏ مواليد 24 فبراير 1986 في نوفي ساد، جمهورية يوغوسلافيا الاشتراكية الاتحادية، هو لاعب كرة سلة مونتينيغري. بدأ مسيرته الاحترافية في سنة 2003. يلعب في الدوري التركي لكرة السلة كلاعب وسط. يحمل الرقم 21. حقق المركز الثالث في الألعاب الجامعية الصيفية 2005.

## المسيرة الاحترافية
لعب مع نادي أوليمبيا لكرة السلة من سنة 2008 إلى 2010، ثم لعب مع ساسكي باسكونيا في الدوري الإسباني في سنة 2010، ثم لعب مع بانفيت لكرة السلة في الدوري التركي في موسم 2010–2011، ثم لعب مع نادي أزوفماش لكرة السلة في سنة 2011، ثم لعب مع النادي الأهلي في سنة 2013، ثم لعب مع باسكت سرقسطة 2002 في الدوري الإسباني في سنة 2013.

## الميداليات
| الميدالية | المسابقة                      |
| --------- | ----------------------------- |
| برونزية   | الألعاب الجامعية الصيفية 2005 |

## روابط خارجية
- فلاديمير غولوبوفيتش على موقع الاتحاد الدولي لكرة السلة (الإنجليزية)
- فلاديمير غولوبوفيتش على موقع الدوري الأوروبي لكرة السلة (الإنجليزية)
- فلاديمير غولوبوفيتش على موقع الدوري الإسباني لكرة السلة (الإسبانية)
- فلاديمير غولوبوفيتش على موقع كرة السلة الأوروبية.كوم (الإنجليزية)
- فلاديمير غولوبوفيتش على موقع ريلجم (الإنجليزية)
- فلاديمير غولوبوفيتش على موقع بروبوليرز (الإنجليزية)
- فلاديمير غولوبوفيتش على موقع سبورتس رفرنس (الإنجليزية)